# Petrivka (Bolgrado)
Petrivka (en ucraniano: Петрівка) es un pueblo ucraniano perteneciente al óblast de Odesa. Situado en el suroeste del país, es parte del raión de Bolgrado y del municipio (hromada) de Borodinó.

## Toponimia
El nombre del asentamiento en otros idiomas de importancia en el asentamiento es Petrovka (en ruso: Петровка) o Ceaga (en rumano: Ceaga/Sărăţica).

## Historia
El pueblo fue fundado en la década de 1830 por colonos de los uyezd de Jotín y Bender, llamándose Chaga (en ucraniano: Чага) hasta 1860. Desde 1969 está en funcionamiento la granja colectiva "Ucrania", que cultiva 5.693 hectáreas de tierras agrícolas.

## Demografía
La evolución de la población de Petrivka entre 1989 y 2001 fue la siguiente:
| 1016                                                          | 984 |
| (Fuente: Cities & Towns of Ukraine y UKRAINE: Größere Städte) |     |

Según el censo de 2001, la lengua materna de la mayoría de los habitantes, el 88,11%, es el ucraniano; del 6%, el rumano; del 3,56% es el ruso; y del búlgaro, 1,93%.

## Economía
La actividad principal es la cría de ganado y el cultivo de cereales.